# Dukkestuen
Dukkestuen er en dansk dokumentarfilm fra 1953 med instruktion og manuskript af Henning Carlsen.

## Handling
Et ungt par overtager en to-værelses lejlighed, som har været beboet af en gammel dame. Første gang, de ser lejligheden, er den gamle dame endnu ikke flyttet, og synet af stuerne er nær ved at få dem til at tabe modet. De tager imidlertid fat på - med en dukkestue som model og med møbler i tilsvarende størrelse - at finde ud af, hvordan der skal se ud, når de skal bo der, og hvordan det kan ske, uden at udgifterne overstiger deres budget. Det resultat, de efter mange forsøg og beregninger kommer til, bliver virkeliggjort i den lejlighed, som nu skal være deres hjem.